# CANDY (平井堅の曲)
「CANDY」（キャンディ）は、2009年9月23日に発売された平井堅の通算30枚目のシングル。発売元はDefSTAR Records。規格品番はDFCL-1600。

## 解説
「いつか離れる日が来ても」以来、1年5ヶ月ぶりのシングル。
ミュージック・ビデオはラブホテルを借り切って24時間かけ撮影されたもので、本人自ら「（過激なため）地上波でのオンエアは難しいかもしれない」との旨を語っている。 
原紗央莉、朝岡実嶺、愛音まひろ、@YOUも出演している。 
カップリング曲「Do it!!」では、2000年の楽曲「楽園」など、その当時にに数多く楽曲提供を受けた中野雅仁が担当した。
「キャンバス」「いつか離れる日が来ても」、そして先に発売が決まっていた「僕は君に恋をする」とバラード系のシングルが続くのを避けるため、正反対のタイプの楽曲を先立てて発表した、と語っている。
初回盤では、次作「僕は君に恋をする」と連動したダブル購入者向けプレゼント応募シールが封入された。
ジャケットモデルは、カラフルに色塗られた飴玉のような球体である。平井本人が写っていないジャケット写真はシングルでは、2002年8月に発売された「大きな古時計」以来、7年ぶり。

## 収録曲
| #         | タイトル              | 作詞            | 作曲          | 編曲                | 時間  |
| --------- | --------------------- | --------------- | ------------- | ------------------- | ----- |
| 1.        | 「CANDY」             | 平井堅          | 櫻井大介      | 田中直（SUPA LOVE） | 4:22  |
| 2.        | 「フルサ・サイーダ」  | 藤林聖子        | 平井堅・AKIRA | AKIRA               | 3:09  |
| 3.        | 「Do it!!」           | 平井堅・Fu Snoy | 中野雅仁      | 中野雅仁            | 5:10  |
| 4.        | 「CANDY」(less vocal) |                 |               |                     | 4:20  |
| 合計時間: | 合計時間:             | 合計時間:       | 合計時間:     | 合計時間:           | 17:01 |